# 나미브낮도마뱀붙이
나미브낮도마뱀붙이(Rhoptropus afer)는 나미브 데이 게코(Namib day gecko)라도고 불리며, 나미비아와 앙골라 남부의 사막에 고유한 도마뱀붙이류의 일종이다. 이 종은 나미브낮도마뱀붙이속의 모식종이자 제일 흔한 종이다.

## 형태
나미브낮도마뱀붙이는 주둥이부터 항문까지 최대 50 mm (2.0 in)에 달한다. 등의 표면은 위장이 잘 되어있고, 작고 둥근 비늘은 얼룩진 회갈색 무늬를 이루고 있다. 목, 꼬리, 사지의 밑부분은 밝은 노란색이고, 밝은 빛을 띄는 꼬리는 다른 도마뱀붙이류에게 신호를 보내는 역할을 한다. 이 도마뱀붙이류는 발과 발가락이 길고, 안쪽 발가락도 짧게 퇴화하지 않았다. 발가락의 끝은 넓적하며, 가운데발가락의 밑에는 대여섯개의 접착부(:en:Gecko feet)(도마뱀붙이류가 거의 모든 표면에 달라붙도록 해주는 특별한 구조)가 나있다.

## 분포와 서식지
이 도마뱀붙이류는 아프리카 동남부에 고유하며, 구체적으로는 앙골라 남부와 나미비아 북부에 분포한다. 사막에서의 삶에 적응했으며, 대서양쪽의 해안과, 해안에서 수 킬로미터 떨어진 육지에서 발견된다.

## 생태
나미브낮도마뱀붙이는 주행성이며 주로 개미, 딱정벌레를 먹는다. 덥지만 산들바람이 부는 날에는 높은 곳에 기어올라 더위를 식히며, 뜨거운 바위 표면에서 높이 서서 태양에 대한 노출을 최소화한다. 이 도마뱀붙이류는 눈이 굉장히 좋아서 밤에도 색깔을 민감하게 구분해낼 수 있다. 나미브낮도마뱀붙이속의 도마뱀붙이류는 주행성이다; 조상은 야행성이었지만 현재는 주행성으로 돌아왔다. 나미브낮도마뱀붙이는 같은 속의 다른 종들과 비교했을 때 기어오르기보다는 달리기를 선호한다. 재빨리 달려서 포식자로부터 도망치는데, 밝은 빛 아래에서는 최대 초당 2.5 m 의 속도로 질주할 수 있다. 하지만 서식지의 해안가에 곧잘 안개가 뒤덮일 때처럼 흐릿한 빛에서는 최대 속도는 상당히 낮아진다.